# Zamek Turaida
Zamek Turaida (łot. Turaidas pils; niem. Treiden lub Treyden) – zrekonstruowany średniowieczny zamek w miejscowości Turaida na Łotwie.

## Historia
Zamek został wzniesiony z czerwonej cegły w 1214 roku na polecenie biskupa Rygi Alberta dla zakonu Kawalerów Mieczowych. Zniszczony w XVIII wieku w eksplozji magazynu amunicji i zrekonstruowany w XX wieku.

## Muzeum
Ekspozycje muzeum rozmieszczone są w kilku budynkach odrestaurowanego zamku. Muzeum w spichlerzu z XV wieku poświęcone jest historii Inflantów od 1319 do 1561 roku. Pozostałe ekspozycje mieszczą się w 42-metrowym donżonie i w zachodniej oraz południowej wieży zamku.